# Wintergatan
Wintergatan (со швед. — «Млечный Путь», дословно — зимняя улица) — музыкальная группа из Швеции. Группа использует много необычных музыкальных инструментов, включая терменвокс Moog Theremini, автоарфу, цимбалы, модульный синтезатор Modulin, сделанный Мартином Молином, самодельную музыкальную шкатулку с электроприводом и пишущую машинку в качестве перкуссии.
Основателем группы является Мартин Молин, бывший участник распавшейся группы Detektivbyrån. Первый альбом под названием Wintergatan был выпущен в мае 2013 года. Особую популярность в мире группа начала набирать в марте 2016 года после выхода видеоклипа, представляющего самодельный музыкальный инструмент «Марбл-машина» (англ. Marble Machine), который использует металлические шарики (марблы) для извлечения звуков. С января 2017 года строится новая, улучшенная версия механизма, названная «Марбл-машина Экс» (англ. Marble Machine X).

## Состав
Все участники группы играют на нескольких инструментах, но специализируются на определённых направлениях.
- Мартин Молин (Martin Molin) — вибрафон, аккордеон, модульный синтезатор (модулин).
- Эвелина Хеглунд (Evelina Hägglund) — клавишные, перкуссия (пишущая машинка, музыкальная шкатулка).
- Давид Санден (David Zandén) — бас-гитара.
- Маркус Шёберг (Marcus Sjöberg) — ударные.

## Дискография

### Альбомы
- Wintergatan[англ.] (2013) (с синглами Sommarfågel и Starmachine2000)

### Синглы
- Emerson (2011)
- Sommarfågel (2013)
- Starmachine2000 (2013)
- Tornado (2013)
- The Rocket (2013)
- Valentine (2013)
- Biking Is Better (2013)
- Slottskogen Disc Golf Club (2013)
- Västanberg (2013)
- All Was Well (2013)
- Paradis (2013)
- Visa från Utanmyra[англ.] (2014)
- Marble Machine (2016)
- Dr. Wilys Castle (2017)